# Liga Mayor del Distrito Federal 1938/39
Die Saison 1938/39 war die achte Spielzeit der Liga Mayor del Distrito Federal, die seit 1931 diese Bezeichnung trug, sowie – unter der Berücksichtigung, dass der Wettbewerb in der Saison 1930/31 vorzeitig abgebrochen wurde und daher ebenso wenig als regulärer Ligawettbewerb anzusehen ist wie das im Pokalmodus ausgetragene Jubiläumsturnier Centenario 1921 – die 36. Spielzeit der in Mexiko eingeführten Fußball-Liga, die in der Anfangszeit unter dem Begriff Primera Fuerza firmierte. Stand der Wettbewerb ursprünglich Mannschaften aus allen Landesteilen offen, so war er in den 20 Jahren von 1920 bis 1940 auf Vereine aus Mexiko-Stadt begrenzt.
Meister wurde zum zweiten Mal nach 1923 der CF Asturias, der den Meistertitel jedoch insofern teuer bezahlte, als sein vereinseigenes Stadion unmittelbar nach der am 26. März 1939 ausgetragenen Begegnung mit dem Titelverteidiger Necaxa von dessen erbosten Fans angezündet wurde und bis auf die Grundmauern niederbrannte.
Aufgrund des in Spanien tobenden Bürgerkriegs begab sich eine Regionalauswahl des Baskenlandes auf eine ausgedehnte Auslandsreise, die sie 1938 unter anderem nach Mexiko führte. Dort wurde sie eingeladen, an den Spielen um die Meisterschaft des Distrito Federal teilzunehmen, wo sie (einmalig in der Saison 1938/39) unter der Bezeichnung Club Deportivo Euzkadi antrat. Seine erste Partie in der mexikanischen Liga bestritt Euzkadi am 27. November 1938 gegen Club América und gewann 3:2. Die letzte Begegnung fand am 7. Mai 1939 statt und wurde 2:7 gegen den Real Club España verloren.

## Abschlusstabelle
| Pl. | Verein           | Sp. | S | U | N | Tore    | Diff. | Punkte |
| --- | ---------------- | --- | - | - | - | ------- | ----- | ------ |
| 1.  | CF Asturias      | 12  | 7 | 3 | 2 | 032:240 | +8    | 17:70  |
| 2.  | CD Euzkadi       | 12  | 7 | 1 | 4 | 044:330 | +11   | 15:90  |
| 3.  | Club América     | 12  | 5 | 3 | 4 | 031:260 | +5    | 13:11  |
| 4.  | Club Necaxa      | 12  | 5 | 2 | 5 | 032:310 | +1    | 12:12  |
| 5.  | Real Club España | 12  | 5 | 1 | 6 | 041:370 | +4    | 11:13  |
| 6.  | CD Marte         | 12  | 4 | 1 | 7 | 024:330 | −9    | 09:15  |
| 7.  | CF Atlante       | 12  | 3 | 1 | 8 | 022:420 | −20   | 07:17  |

## Kreuztabelle
Die Kreuztabelle stellt die Ergebnisse aller Spiele dieser Saison dar. Die Heimmannschaft ist in der linken Spalte aufgelistet und die Gastmannschaft in der obersten Reihe.
| 1938/39 | 1938/39  | AST  | EUZ | AME | NEC | ESP | MAR | ATE |
| 01.     | Asturias |      | 3:3 | 3:2 | 4:1 | 3:1 | 4:2 | 1:1 |
| 02.     | Euzkadi  | 5:4  |     | 3:2 | 2:5 | 5:1 | 7:1 | 4:2 |
| 03.     | América  | 0:11 | 2:1 |     | 3:3 | 2:2 | 1:0 | 4:2 |
| 04.     | Necaxa   | 2:22 | 2:3 | 0:6 |     | 3:2 | 5:1 | 4:1 |
| 05.     | España   | 2:4  | 7:2 | 7:2 | 4:2 |     | 0:4 | 6:2 |
| 06.     | Marte    | 1:3  | 3:2 | 2:2 | 2:1 | 4:6 |     | 3:0 |
| 07.     | Atlante  | 4:0  | 1:7 | 2:5 | 1:4 | 4:3 | 2:1 |     |

1 Das Spiel zwischen América und Asturias am 11. Dezember 1938 wurde in der 88. Minute beim Stand von 1:1 abgebrochen, nachdem die Mannschaft des Club América wegen strittiger Schiedsrichterentscheidungen aus Protest das Spielfeld verlassen hatte. Die Begegnung wurde anschließend mit 0:1 zu Gunsten des CF Asturias gewertet.

2 Im Anschluss an die am 26. März 1939 ausgetragene Begegnung zwischen Asturias und Necaxa kam es aufgrund von strittigen Schiedsrichterentscheidungen zu Tumulten von Seiten der Necaxa-Fans, die die von ihnen bevölkerte Holztribüne in Brand steckten. In der Folge verbreitete sich das Feuer über das komplette Stadion, so dass der Parque Asturias abbrannte.